# Градье
Гра́дье (укр. Граддя) — село в Маневичской поселковой общине Камень-Каширского района Волынской области Украины.
До 2020 года входило в Маневичский район.
Код КОАТУУ — 0723682203. Население по переписи 2001 года составляет 577 человек. Почтовый индекс — 44644. Телефонный код — 3376. Занимает площадь 1,33 км².